# Patryk Kubiszewski
Patryk Kubiszewski (ur. 18 czerwca 1993 w Chojnicach) – polski futsalista, piłkarz plażowy, zawodnik z pola, wcześniej piłkarz występujący na pozycji obrońcy.

## Przebieg kariery
Patryk Kubiszewski swoją karierę zaczynał w drużynach piłki nożnej, w których występował na pozycji obrońcy. Występował m.in. w trzecioligowym Koralu Dębnica i czwartoligowych rezerwach Chojniczanki Chojnice. Od sezonu 2014/2015 był zawodnikiem występującego w ekstraklasie futsalu Red Devils Chojnice. a od sezonu 2016/2017 został zawodnikiem klubu AZS UG Gdańsk. W 2015 roku w parze z Tomaszem Kriezelem zdobył brązowy medal Mistrzostw Polski w Footvolley'u. W 2016 roku zdobył ze swoim klubem Puchar Polski. Zawodnik brał udział także w turniejach piłki nożnej plażowej wraz z chojnicką drużyną.